# Elineberg

Lage des Stadtbezirks Elineberg in Helsingborg.

Elineberg ist ein Stadtteil im Südosten der schwedischen Stadt Helsingborg, von dem der größte Teil zwischen 1957 und 1965 entstand. Elineberg liegt im gleichnamigen, 2.115 Einwohner (Stand 2005) zählenden Stadtbezirk.

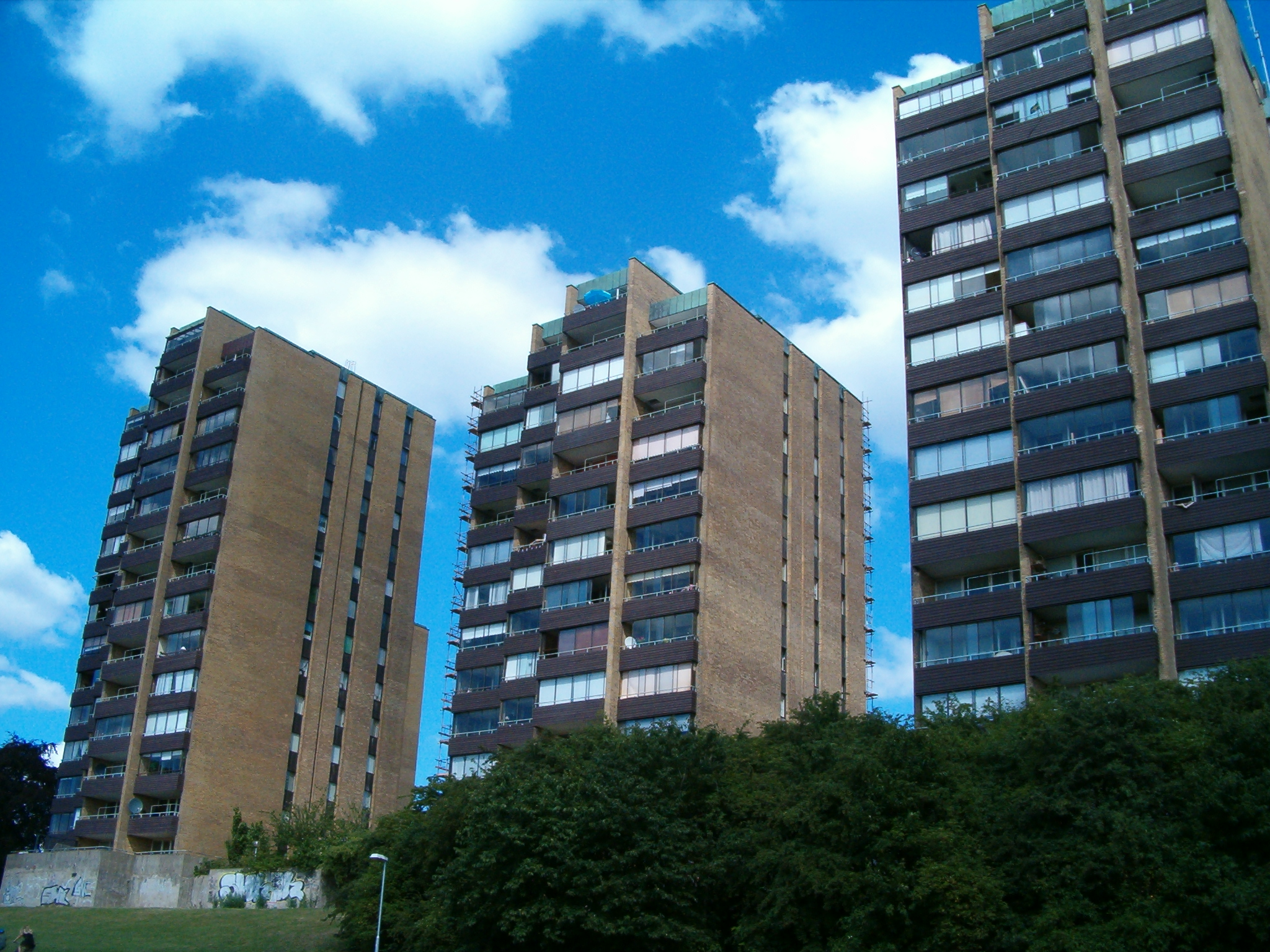
Wohnblöcke in Elineberg.

1954 wurde ein Wettbewerb durchgeführt, bei dem es um die Ausführung des städtischen Bebauungsplan und der Art der Wohnbebauung in diesem Teil der Stadt ging. Von neunzehn eingegangenen Entwürfen wurde schließlich der Vorschlag des schwedischen Architektenbüros Artons umgesetzt, wonach mehrere spätmodernistische zweistöckige Mehrparteienhäuser entstanden, die in Nord-Süd-Richtung ausgerichtet sind. Am nördlichen Ende wurde fünf Hochhäuser mit je dreizehn Stockwerken gebaut. 
Im Stadtteil gibt es eine Grundschule, die Elinebergsskolan, und eine Kirche, die Elinebergskyrkan.